# بادخورکیان
بادخورکیان (به لاتین: Apodinae) زیرخانواده از خانوادهٔ بادخورکان است و دارای گونه‌های زیر است:

## تبارها و سرده‌ها
تبار بادقپک‌تباران Collocaliini - بادقپک‌ها
- سردهٔ بادقپک‌های لانه‌چسبی
- سردهٔ بادخورک‌های گرمسیری گاهی در Collocalia گنجانده می‌شود.
- سردهٔ Hydrochous
- سردهٔ Schoutedenapus - بادقپک‌های آفریقایی

تبار دم‌سوزنی‌تباران Chaeturini - دم سوزنی‌ها
- سردهٔ Mearnsia
- سردهٔ Zoonavena
- سردهٔ دم‌سیخک‌ها
- سردهٔ Rhaphidura
- سردهٔ Neafrapus
- سردهٔ دم‌سوزنی‌ها
- سردهٔ بادخورک‌های پردراز

تبار بادخورک‌تباران - بادخورک‌های نمادین
- سردهٔ هوانوردان Aeronautes
- سردهٔ Tachornis
- سردهٔ Panyptila
- سردهٔ Cypsiurus
- جنس بادخورک کوهی Tachymarptis
- سردهٔ بادخورک‌ها